# Stryžavka
Stryžavka  (ukrajinsky Стрижавка) je sídlo městského typu ve Vinnyckém rajónu Vinnycké oblasti Ukrajiny, v historickém regionu Podolí Žije zde přibližně 9 100 obyvatel.
V blízkosti Stryžavky se nachází rozvaliny vůdcova hlavního stanu Werwolf, k nim ukazuje směrovka. Obcí prochází dálnice Vinnyce-Kyjev. 

## Encyklopedický slovník F. A. Brockhause aI. A. Jefrona
- mst. Podolské gubernie, Vinnického újezdu, 8 verst od města Vinnice, při ústí řeky S. do Bugu. V obci žije 2280 obyvatel. Dva pravoslavné a katolický kostel, synagoga, 2 židovské modlitebny, farní škola, mnoho obchodů, vodní mlýn, tržnice, výrobna vosku, lihovar, pivovar a cihelna; 7 trhů ročně.